# انحراف مغناطیسی

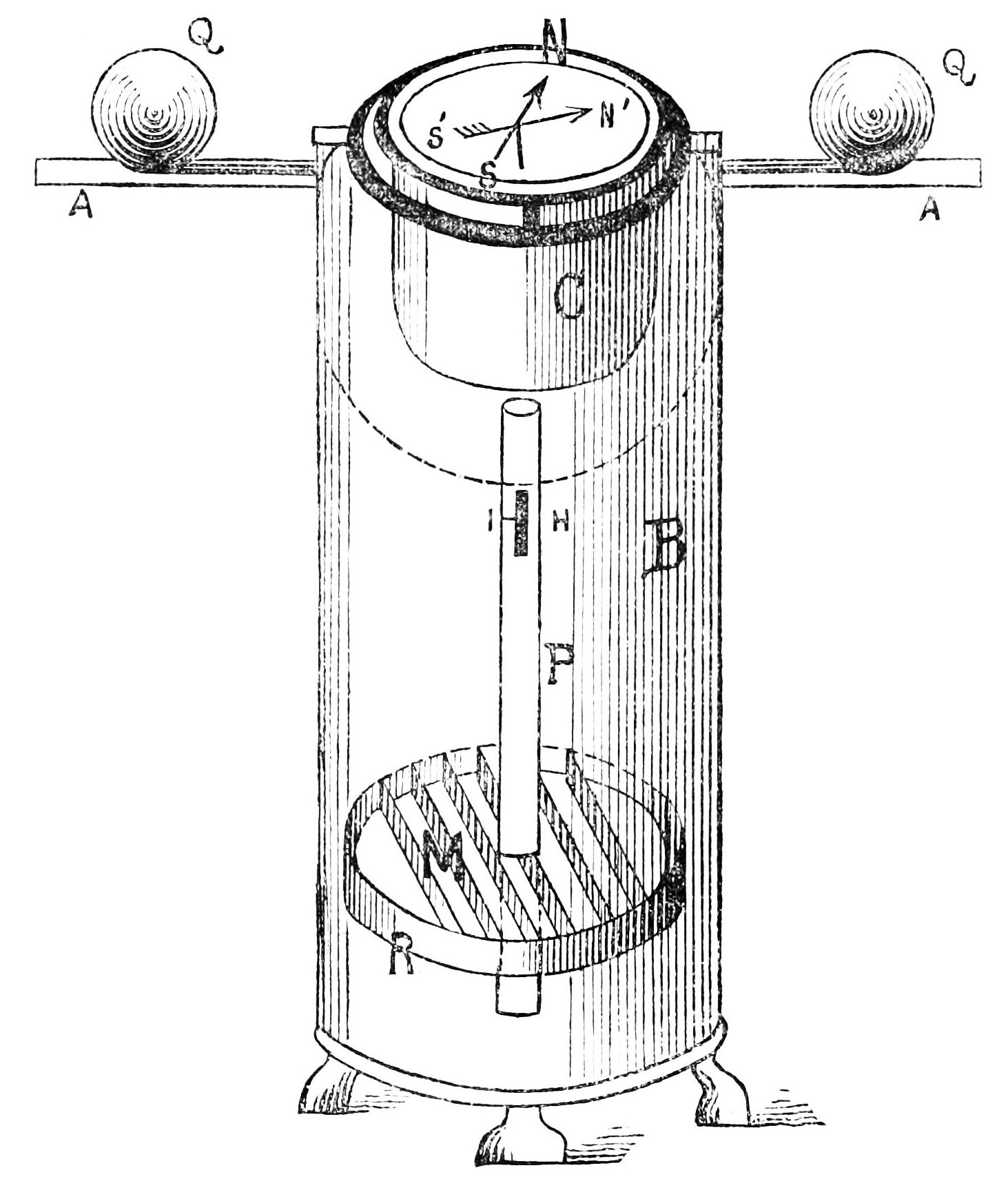
نمایی از ساختار یک‌دودکش قرن نوزدهمی که یک قطب‌نما را در خود جای داده است که دارای دو کرهٔ نرم آهنی (Q) برای تصحیح انحراف مغناطیسی القایی است.

انحراف مغناطیسی خطای ناشی از تأثیرات جاذبه‌های مغناطیسی موضعی و منطقه‌ای (مانند فلز و الکتریسیته) است که باید در کنار میل مغناطیسی در نظر گرفته شود.
هر گاه قطب‌نما در نزدیکی اشیای آهنی یا فولادی یا منابع الکتریکی قرار گرفته باشد عقربه آن از سوی قطب مقداری منحرف می‌شود. کلاً به همراه داشتن اشیایی از جنس آهن یا انواع مشابه آن می‌تواند باعث اختلال در حرکت عقربه شود. حتی وجود یک گیره کاغذ روی نقشه ممکن است مسئله ساز شود؛ بنابراین، هنگام استفاده از قطب‌نما باید مطمئن شد که از اشیای انحراف‌دهنده آن، به‌طور کلی دور است. همچنین احتمال تأثیرگذاری جاذبه‌های مغناطیسی موجود در خاک نیز وجود دارد که بسیار نادر است؛ ولی در مکان‌هایی مانند معدن آهن باید در نظر گرفته شود.
در جدول زیر کمینه فاصلهٔ وسایل گوناگون از قطب‌نما -برای این‌که قطب‌نما شمال مغناطیسی را به درستی نشان دهد- آمده است:
| اشیا                      | فاصله   |
| ------------------------- | ------- |
| خطوط برق فشار قوی         | ۵۵ متر  |
| کامیون و اتومبیل          | ۱۰ متر  |
| خطوط تلفن                 | ۱۰ متر  |
| ابزار الکتریکی و مکانیکی  | ۲ متر   |
| کلاهک‌ها و اشیاء کوچک فلزی | ۲/۱ متر |